# 3654 AAS
A 3654 AAS (ideiglenes jelöléssel 1949 QH1) a Naprendszer kisbolygóövében található aszteroida. Indiana University fedezte fel 1949. augusztus 21-én.